# Gil Kenan
Pour les articles homonymes, voir Kenan.
Gil Kenan, né le 16 octobre 1976 à Londres, est un scénariste et réalisateur britannico-israélo-américain.
Il est surtout connu pour son travail sur les films Monster House et La Cité de l'ombre.

## Biographie
Kenan naît à Londres. Lorsqu'il a trois ans, sa famille déménage à Tel Aviv-Jaffa. À l'âge de huit ans, cette dernière déménage à nouveau, cette fois à Reseda, à Los Angeles.
Kenan fait des études à l'UCLA School of Theater, Film and Television (en) de l'université de Californie à Los Angeles, où il obtient un MFA en 2002,,.
Après avoir été coscénariste du film SOS Fantômes : L'Héritage (2021) de Jason Reitman, il réalise SOS Fantômes : La Menace de Glace, prévu pour 2024.

## Filmographie
Sauf indication contraire, les informations mentionnées dans cette section peuvent être confirmées par la base de données cinématographiques IMDb,  présente dans la section « Liens externes ».

### Réalisateur
- 2004 : The Lark (court métrage)
- 2006 : Monster House
- 2008 : La Cité de l'ombre (City of Ember)
- 2015 : Poltergeist
- 2016 : Scream (série TV) - 1 épisode
- 2021 : Un garçon nommé Noël (A Boy Called Christmas)
- 2024 : SOS Fantômes : La Menace de glace

### Scénariste
- 2004 : The Lark (court métrage) de lui-même
- 2021 : SOS Fantômes : L'Héritage de Jason Reitman
- 2021 : Un garçon nommé Noël ( A Boy Called Christmas) de lui-même
- 2024 : SOS Fantômes : La Menace de glace de lui-même
- 2024 : Saturday Night de Jason Reitman

### Producteur / producteur délégué
- 2021 : SOS Fantômes : L'Héritage de Jason Reitman
- 2024 : SOS Fantômes : La Menace de glace de lui-même
- 2024 : Saturday Night de Jason Reitman